# Baisy
Baisy is een dorp in de Belgische provincie Waals-Brabant dat, samen met het kleinere gehucht Thy, deel uitmaakt van de deelgemeente Baisy-Thy van de stad Genepiën. Van 1795 tot 1811 was Baisy een zelfstandige gemeente.
Het dorp ligt ten zuidoosten van de stadskern van Genepiën en ten oosten van de N5, de steenweg van Brussel naar Charleroi.

## Geschiedenis
Baisy was een heerlijkheid die toebehoorde aan graaf Eustaas II van Boulogne, de vader van Godfried van Bouillon. Sommige bronnen beweren dat deze laatste in 1060 op het kasteel van Baisy zou geboren zijn. In 1096, drie jaar na de dood van de graaf, schonk zijn weduwe Ida van Verdun de heerlijkheid aan het kapittel van de abdij van Nijvel en werd ze kloosterlinge.
De parochiekerk werd door het kapittel afgestaan aan de abdij van Saint-Hubert die in het dorp meerdere eigendommen bezat. In 1254 werden de bezittingen van de Sint-Hubertusabdij overgedragen aan de abdij van Aywières.
In 1763 werd er een nieuwe parochiekerk gebouwd die de oude Sint-Hubertuskerk verving.
Bij de vorming van de gemeenten in 1795 werd Baisy een zelfstandige gemeente met een oppervlakte van 13,60 km² en 481 inwoners. Nadat in 1809 reeds besloten was om Baisy te fuseren met het noordoostelijk gelegen Thy, dat kerkelijk steeds afhankelijk was van Baisy, werd de gemeente in 1811 effectief opgeheven en samengevoegd met Thy. De nieuwe fusiegemeente kreeg de naam Baisy-Thy. Op dat ogenblik telde Baisy 674 inwoners terwijl Thy er 458 had.

## Bezienswaardigheden
In Baisy liggen verscheidene grote vierkantshoeven die een lange geschiedenis hebben: het Hof van Aywières behoorde toe aan de abdij van Aywières terwijl de boerderijen van Bongré en Gémioncourt eigendom waren van de abdij van Villers.
Deelgemeenten: Baisy-Thy · Bousval · Genepiën · Glabais · Houtain-le-Val · Loupoigne · Oud-Genepiën · Ways

Overige plaatsen: La Bruyère · Bruyère Madame · Baisy · Basse-Laloux · Le Chantelet· Chênemont · Dernier Patard · La Falise · Ferrières · Les Flamandes · Fonteny · Foriest · Fosty · Hattain · Houtain-le-Mont · La Hutte · La Motte  · Loncée · Maison du Roi · Noirhat · Pallandt · Promelles · Quatre Bras · Ry-d'Hez · Sclage · Thy · Trou-du-Bois · Vieux Manants · Wanroux

Belgische gemeenten · Arrondissement Nijvel · Waals-Brabant · Wallonië